# 2007年ターリバーン韓国人拉致事件
2007年ターリバーン韓国人拉致事件（にせんななねんターリバーンかんこくじんらちじけん）は、2007年にアフガニスタンで発生したターリバーンによる韓国人23人の拉致事件である。

## 事件の経過
- 7月19日 - ターリバーンがアフガニスタンで短期宣教に参加していた大韓イエス教長老会（高神）に属する盆唐セムムル教会（朝鮮語版）の韓国人福音派キリスト教徒23名を拉致し、アフガニスタン政府に対し、人質の解放と引き換えにターリバーン兵士の釈放を要求[1]。
- 7月21日 - ターリバーンが交渉期限の24時間延長。22日、23日にも交渉期限を24時間延長する。
- 7月25日 - 人質のうちの一人であり、リーダー格の42歳の牧師を殺害[2]。
- 7月26日 - ターリバーンの報道官は、アフガニスタン政府の要求に応じ、新しい期限を27日の朝まで遅らせると語った。
- 7月31日 - 更に人質男性の一人（29歳）を殺害[3]。
- 8月1日 - ターリバーンと韓国政府が直接交渉を開始。同日夜、ロイター通信が「救出作戦開始」の誤報を配信。
- 8月11日 - ターリバーン代表と韓国政府代表が対面交渉を開始。
- 8月13日 - 人質女性2人が解放。
- 8月28日 - 残りの人質19人全員の解放に合意。
- 8月29日 - 人質の内、女性10人と男性2人が解放。
- 8月30日 - 最後まで残っていた人質7人が全員解放される。

## 韓国国内の意見
この事件では、韓国政府が「安全上の問題がある」としてアフガニスタン行きを延期するように要請していたのを無視し、現地の状況を把握しないままに入国したことなどから、被害者への同情はあるもののいわゆる「自己責任論」を問う声も少なくなく、別のキリスト教団体なども非難を受け、謝罪を行うなどの事態となった。
また、ターリバーンと韓国政府が直接・対等の交渉を行い、身代金が支払われたとの報道や韓国政府が直接・対等の交渉を行い、身代金が2000万ドル以上も支払われたとの報道や、ターリバーンの要求を飲む形で（実際は数ヶ月前に撤退が決まっていた）アフガニスタンに派遣されている韓国軍の撤退を発表したこともあって、在外韓国人が拉致を含めたテロの標的にされる危険性が高まったとの指摘もある。
なお、韓国では複数のキリスト教団体が先を争うように海外布教を行っているが、現地の文化・慣習を無視した軽率な行動を取ることも多く、現地でのトラブルの原因になる場合もあるという。特にこの点については各国から批判を浴びている。

## 関連作品
- 極限境界線-救出までの18日間-（映画、イム・スルレ監督、2023年）